# Īlias Vattīs
Īlias Vattīs (in greco: Ηλίας Βαττής; Limassol, 28 febbraio 1986) è un ex calciatore cipriota, di ruolo centrocampista.

## Carriera

### Club
Ha giocato nei campionati cipriota e greco.

### Nazionale
Ha disputato 2 incontri con la nazionale cipriota nel 2007.

## Palmarès

### Club

#### Competizioni nazionali
- B' Katīgoria: 1

Karmiōtissa: 2019-2020